# 熱里科阿科阿拉國家公園
2°47′S 40°30′W / 2.783°S 40.500°W

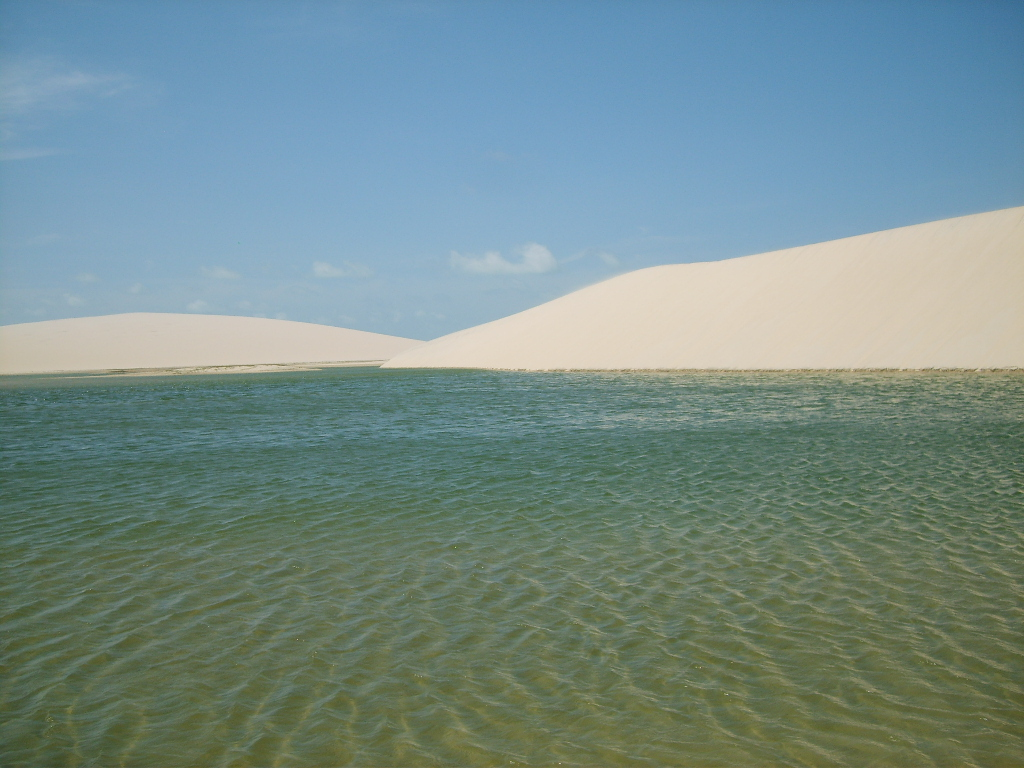

熱里科阿科阿拉國家公園（葡萄牙語：Parque Nacional de Jericoacoara），是巴西的國家公園，位於該國東北部塞阿臘州，成立於1984年10月29日，面積8.9千公頃，覆蓋日若卡-迪熱里科阿科阿拉地區。